# Strzygonia choinówka
Strzygonia choinówka, sówka choinówka (Panolis flammea) – gatunek motyla z rodziny sówek (Noctuidae). Gatunek typowy rodzaju Panolis. Szkodnik drzew iglastych, głównie sosny. Występuje w całej Europie.

## Morfologia
Motyl o rozpiętości skrzydeł 30–33 mm. Ubarwienie zmienne. Pierwsza para skrzydeł od jasnopomarańczowych po ceglastoczerwone lub jasnoszare z dwiema jasnymi plamkami, z czego jedna często nerkowata. Ciało krępe, silnie owłosione, wokół oczu szlary.
Larwa (gąsienica) o długości do 50 mm ma zabarwienie zielone, po bokach białe paski. Nad odnóżami (8 par) pasek koloru żółtego. Głowa lśniąca, u młodej larwy zielona, u starszych brązowa. 
Poczwarka typu zamkniętego, ciemnobrunatna o długości 18–20 mm. Na końcu odwłoka dwa niewielkie kolce. Dobrze widoczny zarys skrzydeł i segmentów odwłoka.

## Biologia
Imago pojawia się od marca do czerwca. Rójka rozpoczyna się w kwietniu i trwa do maja. Samice składają bochenkowate, jasnozielone jaja na igłach i młodych pędach sosny (Pinus silvestris). Młode gąsienice ogryzają igły, stare zjadają je całkowicie oraz nagryzają pączki i korę młodych pędów. Na przezimowanie schodzą do ściółki. Zimuje poczwarka. Przepoczwarczenie następuje w ziemi.

## Prognozowanie
Jesienne poszukiwania szkodników pierwotnych sosny oraz dodatkowo poszukiwania wiosenne (obserwacja lotu motyli, liczenie jaj i larw w koronach ściętych drzew).

## Zapobieganie

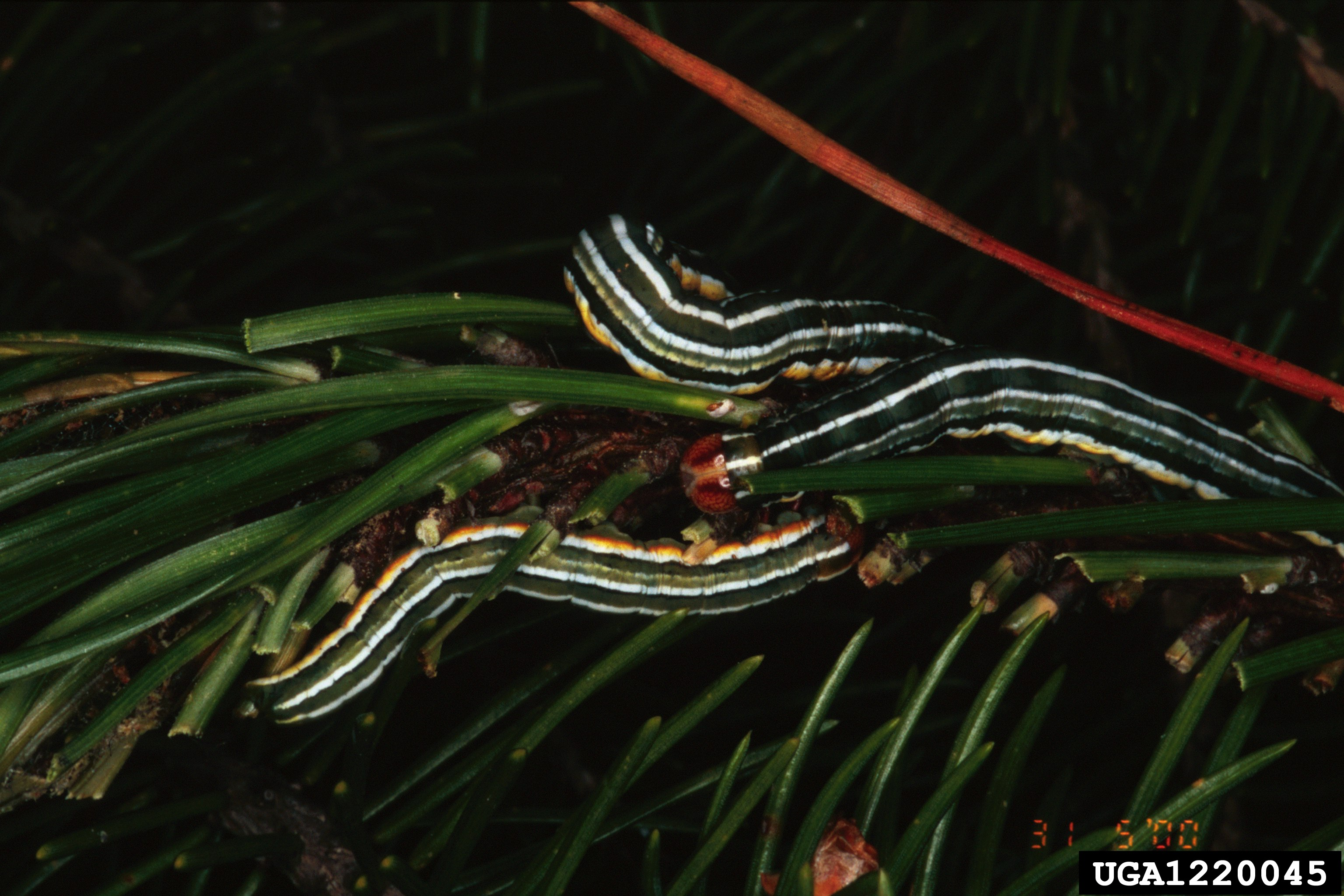
Żerujące gąsienice

Urozmaicanie składów gatunkowych drzewostanów, metody mezo- i makrobiologiczne (wykorzystanie owadów pasożytniczych i drapieżnych oraz owadożernych ptaków i ssaków), kompleksowo-ogniskowa metoda ochrony lasu (remizy).

## Zwalczanie
Owada zwalcza się tylko przy krytycznym zagrożeniu drzewostanów. Stosuje się środki biologiczne oparte na wirusach krysztalicy i bakteriach Bacillus thuringensis. W ostateczności preparaty chemiczne (acylomocznikowe i syntetyczne pyretroidy).